# Angela Bassett
Angela Evelyn Bassett (Nueva York, 16 de agosto de 1958) es una actriz, directora de cine y productora estadounidense. Ganadora de dos Premios Globos de Oro, un Emmy; también ha sido nominada hasta en dos ocasiones a los Premios Óscar  y una a los Premios BAFTA. En 2023, la revista Time la incluyó entre las 100 personas más influyentes del año. Fue reconocida por su trayectoria con el Óscar Honorífico (2023) e incluida dentro de la denominada Leyendas Disney (2024). Además, posee una estrella en el paseo de la fama de Hollywood.
Es reconocida por sus papeles en películas biográficas, entre las cuales destaca su actuación como Tina Turner en What's Love Got to Do with It, gracias a la cual obtuvo un Globo de Oro y una nominación al Óscar. Además, Bassett interpretó a Betty Shabazz en Malcolm X, a Rosa Parks en The Rosa Parks Story, a Coretta Scott King en Betty and Coretta, a Katherine Jackson en The Jacksons: An American Dream y a Voletta Wallace en Notorious, entre otras.

## Primeros años
Angela Evelyn Bassett nació el 16 de agosto de 1958 en la ciudad de Nueva York, hija de Betty Jane Gilbert (1935–2014) y Daniel Benjamin Bassett (1924-1981), y se crio en Harlem.  El segundo nombre de Bassett se le dio en honor a su tía Evelyn. El origen del apellido Bassett proviene de su antepasado William Henry Bassett, quien tomó el apellido de su antiguo opresor. Diez meses después del nacimiento de Bassett, su madre quedó embarazada y tuvo un segundo hijo, la hermana D'nette de Bassett. Bassett dijo que el embarazo «solo hizo las cosas más difíciles». Los padres de Bassett «la enviaron» a quedarse con la hermana de su padre, Golden. Si bien su tía no tenía hijos propios, ella «quería a los niños y era buena con ellos».
Después de la separación de sus padres, se mudó de Winston-Salem, Carolina del Norte a St. Petersburg, Florida, donde ella y su hermana D'nette fueron criadas por su madre trabajadora social/funcionario. Bassett no volvió a ver a su padre durante varios años, hasta que ella asistió al funeral de su abuela. Allí, Bassett conoció a su hija de su primer matrimonio, Jean, quien a los doce años, era varios años mayor que Bassett. Después de graduarse de la Escuela Primaria Jordan Park, comenzó a ser llevada fuera de su vecindario para asistir a la Escuela Intermedia Disston para el séptimo grado. El año en que comenzó a asistir fue en 1970, el primer año en que se implementó el transporte para integrar las escuelas públicas en San Petersburgo. Después de completar el séptimo grado, fue trasladada a la escuela secundaria Azalea para los grados octavo y noveno. La madre de Bassett se involucró más en las calificaciones de su hija y le dijo a ella y a su hermana que la pareja iba a la universidad. 
En su juventud, estaba "enamorada" de los Jackson 5 y soñaba con casarse con un miembro del grupo familiar. A medida que se desarrollaba su interés por el entretenimiento, Angela y su hermana a menudo presentaban espectáculos, leían poemas o interpretaban música popular para su familia. 
En la preparatoria Boca Ciega, Bassett fue porrista y miembro del programa de preparación universitaria Upward Bound, el equipo de debate, el gobierno estudiantil, el club de teatro y el coro. En su mayor parte, una estudiante "A" y "B" directa, Bassett obtuvo su primera "C", en educación física, y trató de que su madre no se sintiera decepcionada en el grado. Bassett calificó el grado de "promedio", lo que llevó a su madre a decir que no tenía "niños promedio". Como lo describió Bassett, se desarrolló un "sentido de orgullo" en ella y no obtuvo otra "C" hasta la universidad.  Durante la escuela secundaria, Bassett se convirtió en el primer afroamericano de Boca Ciega en ser admitido en la Sociedad Nacional de Honor.¨Participó en Upward Bound, un programa de enriquecimiento académico y cultural para estudiantes desfavorecidos. Bassett dice que ella y los demás participantes no se vieron a sí mismos como desfavorecidos. 
Bassett estudió en la Universidad de Yale y se graduó con una Licenciatura en Artes en Estudios afroamericanos en 1980. Luego estudió actuación en la Escuela de Arte Dramático de Yale y obtuvo una maestría en 1983, a pesar de la oposición de la hermana de su padre que le advirtió que no "malgastara" su "educación de Yale en teatro". Fue el único miembro de la familia Bassett que ha asistido tanto a la universidad como a la escuela de posgrado. En Yale conoció a su futuro esposo, Courtney B. Vance, quien se graduó en 1986 de la escuela de teatro. Bassett también fue compañero de clase con el actor Charles S. Dutton.
Después de graduarse, trabajó como recepcionista en un salón de belleza y como investigador fotográfico. Bassett pronto buscó trabajo de actuación en el teatro de Nueva York. Una de sus primeras actuaciones en Nueva York se produjo en 1985 cuando apareció en Black Girl de J. E. Franklin en el Second Stage Theatre. Apareció en dos obras de August Wilson en el Teatro de Repertorio de Yale bajo la dirección de su antiguo instructor Lloyd Richards. Las jugadas de Wilson con Bassett fueron Black Bottom de Ma Rainey (1984) y Come and Gone de Joe Turner (1986). En 2006, tuvo la oportunidad de trabajar nuevamente una obra de Wilson, protagonizando Fences junto al veterano colaborador Laurence Fishburne en el Pasadena Playhouse en California.
En 2018 recibió un doctorado honorario en bellas artes en la Universidad de Yale.

## Carrera

### 1985-1989: Inicios y primeros trabajos
En 1985 hizo su primera aparición en televisión como prostituta en Doubletake. Hizo su debut en el cine como reportera de noticias en F/X (1986), por lo que se le exigió unirse al Screen Actors Guild (SAG). Bassett se mudó a Los Ángeles en 1988 para obtener más trabajos como actriz y ganó reconocimiento en las películas Boyz n the Hood (1991) y Malcolm X (1992). Por su interpretación de Betty Shabazz, obtuvo un Image Award (Premio a la Imagen). A pesar del premio, a la película no se le dio una recepción positiva por completo, ya que los críticos la consideraron incapaz de "capturar" la furia de la autobiografía de Malcolm X. Durante la producción de Malcolm X, Spike Lee le mostró a Bassett una cinta del momento exacto en que Malcolm X fue asesinado durante su asesinato, ya que estarían filmando la escena. Bassett calificó la grabación de "inquietante", pero notó que después de escuchar, ella "pudo agarrar el dolor y recrear la escena". Bassett sintió que era importante para ella entender correctamente la escena del asesinato, y se preguntó cómo Betty "encontró la fuerza para seguir adelante, para criar a su familia, para educar, para sostenerlos". Malcolm X se estrenó el 18 de noviembre de 1992.

### 1993-1999: Popularidad y logros

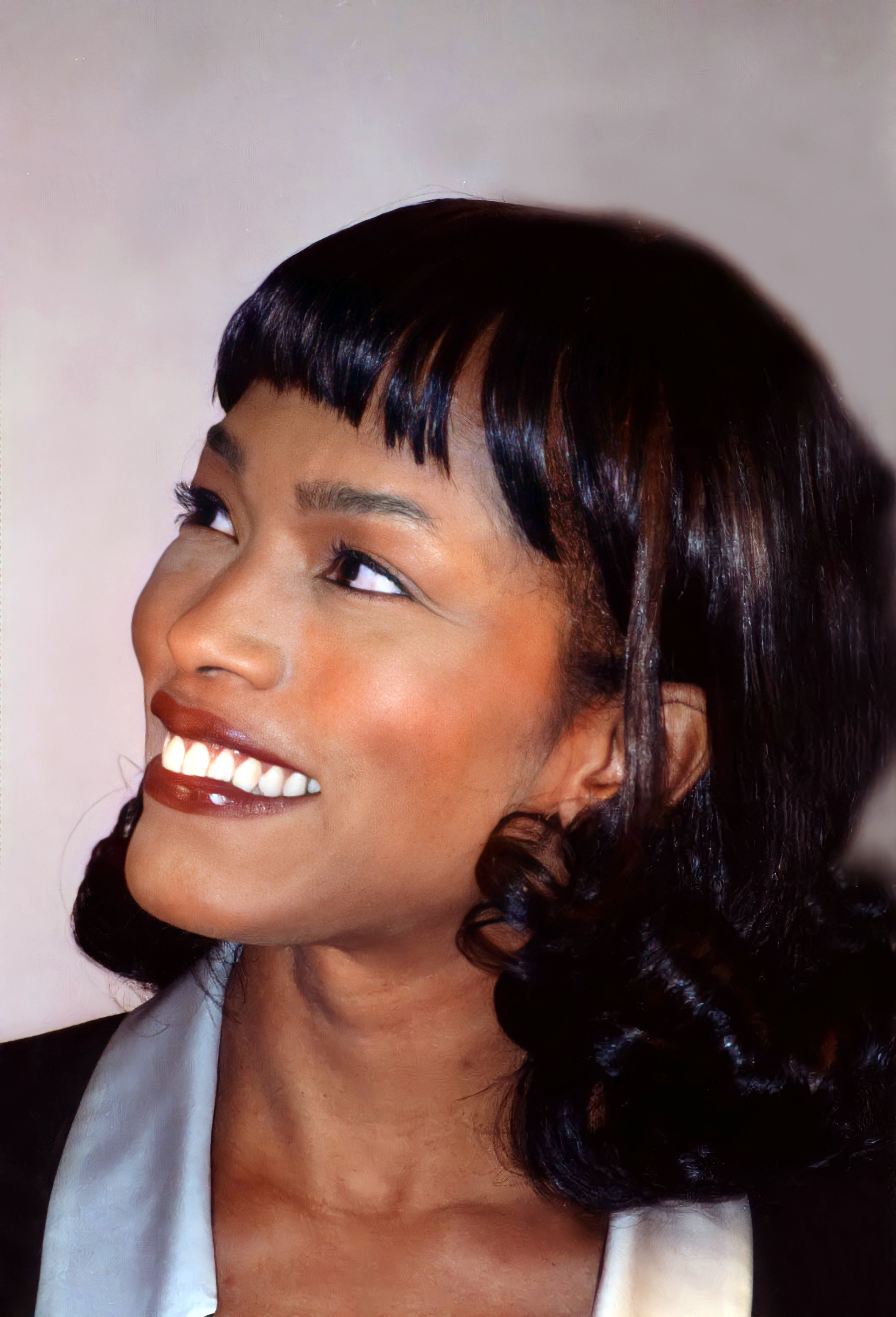
Bassett en 1996

Logró popularidad encarnando para el cine a la estrella del rock Tina Turner en la película What's Love Got to Do with It (1993) . Bassett regresó a Los Ángeles una vez finalizado el rodaje de Malcolm X, y recibió una llamada para una audición para una película basada en I, Tina. Ganó un Globo de Oro y obtuvo una nominación al Premio de la Academia por su interpretación de Turner. Fue la primera afrodescendiente en ganar el Golden Globe Award a la Mejor Actriz - Motion Picture Musical o Comedy. Bassett obtuvo el papel después de vencer a Halle Berry y Robin Givens, a pesar de haber tenido solamente un mes para prepararse antes de que comenzara el rodaje. Conoció a Tina Turner dos veces y recibió consejos de la mujer que retrataría desde pelucas y atuendos hasta estilos de baile. Turner también hizo el maquillaje de Bassett, lo que hizo que Bassett la llamara "de apoyo" y su "fanática más grande". Marc Bernardin, de Entertainment Weekly, escribió que Bassett "dio la actuación de toda una vida" en la que interpreta a Turner en la película biográfica. Y en 1995 protagonizó en la película Un vampiro suelto en Brooklyn (título original Wes Craven’s Vampire in Brooklyn) es una película de comedia de terror estadounidense de 1995, dirigida por Wes Craven; escrita por Charles Q. Murphy, Michael Lucker y Chris Parker.
En 1998, Fatboy Slim probó la voz de Bassett en Strange Days de 1995, específicamente la línea "!this is your life, right here, right now!", Para su exitoso sencillo "Right Here, Right Now". También en 1998, Bassett protagonizó How Stella Got Her Groove Back, una vez más colaborando con McMillan. Ella interpretó a Stella, una mujer profesional estadounidense de 40 años que se enamora de un hombre jamaicano de veinte años. Recibió elogios por la actuación,  Stephen Holden, de The New York Times, dijo que el personaje de Bassett era "lo mejor de la película" y escribió que Bassett "interpreta a esta superwoman con tanta intensidad que casi la hace creíble".
En 1999, protagonizó Music of the Heart, una vez más colaborando con el ícono del horror Wes Craven. Matthew Eng escribió sobre su "química terriblemente específica" con Meryl Streep.

### 2000-2009: Actriz consagrada yER
En el año 2000 rechazó el papel principal en Monster's Ball debido al contenido sexual del guion, un papel que le valió a Halle Berry el Premio de la Academia a la Mejor Actriz. La primera película que rodó ese año fue Supernova, donde interpretó a una médica. Sus otras dos películas estrenadas en 2000 fueron Whispers: An Elephant's Tale y Boesman and Lena. Todd McCarthy de Variety escribió que en Boesman y Lena Bassett "abandona su imagen glamorosa recientemente cultivada para excavar hasta el núcleo del feroz, sonoro, compasivo y compasivo personaje de Lena". Kevin Thomas, de Los Angeles Times, escribió que Bassett capturó todo los "cambios de humor mercuriales" de su personaje y tanto Bassett como su coestrella Danny Glover "se enfrentan al desafío de estos roles más grandes que la vida, tal como cabría esperar.
Apareció en la película de 2008 Gospel Hill. Stephen Holden, de The New York Times, escribió que Bassett "la ferviente posesión de sí mismo trae una chispa de pasión a su personaje de figura de palo". Luego apareció en Of Boys and Men, retratando a Rieta Cole, la matriarca de una familia de Chicago que murió en un accidente al principio de la película y se la ve a través de flashbacks durante el resto de la película. Junto con sus coprotagonistas Robert Townsend y Victoria Rowell fueron vistos por Robert Gillard de LA Sentinel como haciendo trabajos maravillosos para "capturar las emociones de una familia afectada por el dolor".
También tuvo un papel en Nothing But the Truth en el 2008. Bassett se unió al reparto regular de Urgencias para la temporada final del programa (2008-2009). Ella interpretó a la Dra. Catherine Banfield, una exigente jefa de urgencias que también estaba trabajando para recuperarse de la muerte de un hijo y para traer a otro niño a su familia. El esposo de Bassett, Courtney Vance, interpretó a su esposo de televisión en la sala de emergencias como Russell Banfield. En la película de 2009 Notorious, interpretó a Voletta Wallace, la madre de The Notorious B.I.G.  Para reproducir el acento jamaicano de Wallace, Bassett conversó con ella dentro y fuera del plató de la película, y practicó su acento usando cintas que Wallace hizo.  Bassett dijo que ella aprovechó la oportunidad de ser parte de la película después de leer el guion. Ella sintió que hizo un "trabajo maravilloso de traer" la vida de The Notorious BIG "a la página". Bassett obtuvo críticas positivas por su actuación en la película, señalado como uno de los actores más experimentados involucrados.

### 2010-2019: Papeles en televisión y éxitos en taquilla

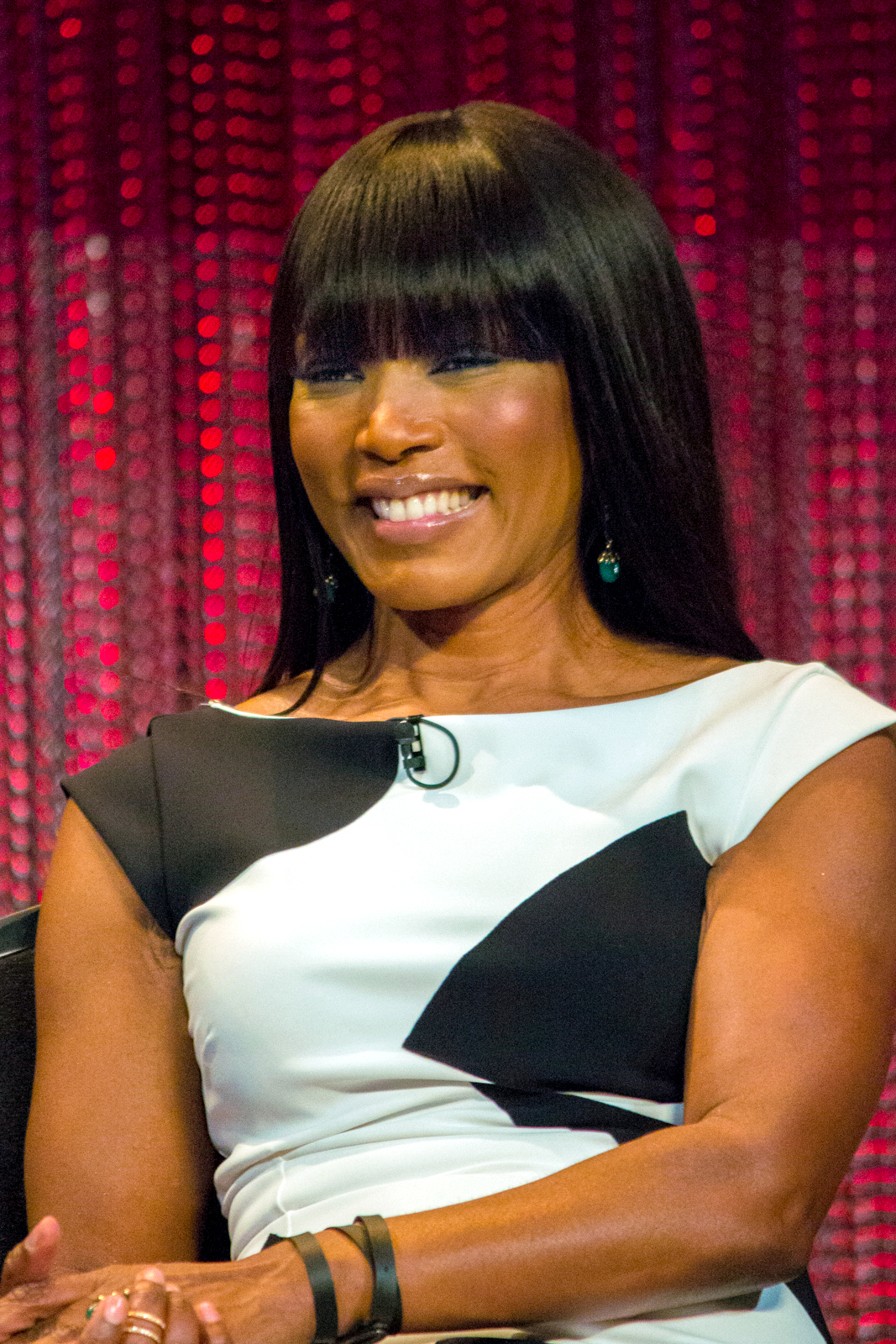
Bassett promocionando American Horror Story: Coven en PaleyFest de 2014.

En 2010 prestó su voz para interpretar a la primera dama Michelle Obama en un episodio de Los Simpson titulado "Stealing First Base". Bassett fue vista como un "excelente" relleno para Obama.  También participó en la película de superhéroes Green Lantern, lanzada en 2011, como la destacada personaje de DC Comics Amanda Waller. Bassett dijo que trabajar en la película fue "muy divertido" y que a ella le gustó ser parte de ella. A pesar de esto, Bassett fue sacada "de su elemento" con los arreglos hechos que acomodaron los efectos generados por computadora. Ella lo llamó su primera vez haciendo "este tipo de película", pero expresó interés en ver cómo se veían sus escenas.  En 2010, Deadline Hollywood informó que Bassett tendría un papel en One Police Plaza. En 2011, Bassett coprotagonizó con Samuel L. Jackson en la obra The Mountaintop, una representación ficticia de la noche anterior al asesinato del Dr. Martin Luther King (Jackson interpreta a MLK) mientras se encontraba en el Motel Lorraine. La obra, aclamada por la crítica, de Katori Hall debutó originalmente en el West End de Londres en 2009 y ganó el Premio Laurence Olivier a la Mejor Reproducción Nueva. La producción comenzó en Broadway el 13 de octubre de 2011. En marzo de 2011, se informó que Bassett se había inscrito para un papel principal en piloto de ABC Identity.
En 2013 apareció en el programa de televisión FX American Horror Story: Coven como Marie Laveau, una bruja vudú.  Bassett elogió a los escritores, llamándolos "asombrosos". Su agente se acercó a Ryan Murphy porque ella tenía un papel en la serie y él le dijo que ella era la persona que tenía en mente para Marie Laveau. Bassett vio las temporadas anteriores de la serie antes de reunirse con Murphy y encontró la escritura "maravillosa" y los personajes "así se dieron cuenta". El desempeño de Bassett le valió una nominación para el Premio Primetime Emmy a la mejor actriz de reparto en una miniserie o una película. Regresó al programa para su cuarta temporada American Horror Story: Freak Show, interpretando a Desiree Dupree, una mujer con tres pechos. Recibió otra nominación a Mejor Actriz de Reparto en Miniserie o Película.

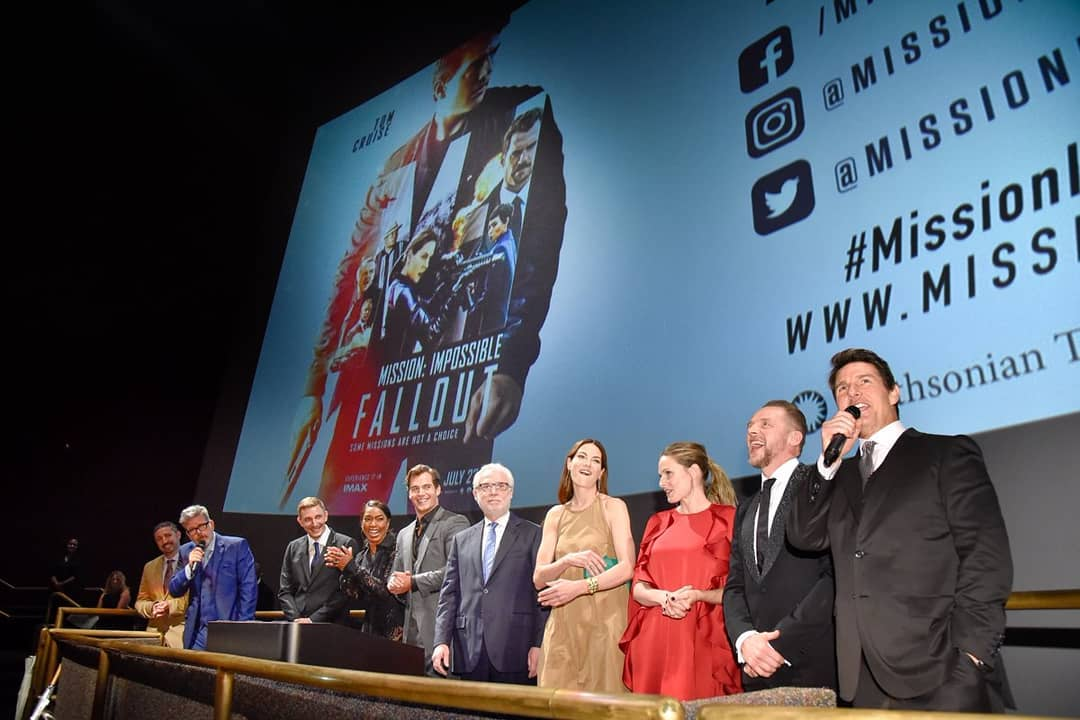
Tom Cruise,Christopher McQuarrie, Rebecca Ferguson, Simon Pegg, Michelle Monaghan, Henry Cavill, Angela Bassett, Frederick Schmidt y Wolf Blitzer en el estreno de Mission: Impossible - Fallout.

En marzo de 2016 apareció en London Has Fallen, repitiendo su papel de Lynne Jacobs. Bassett señaló que era "la primera secuela que he hecho" y que estaba emocionada ante la perspectiva de otra película después del éxito inicial de Olympus Has Fallen. En junio de 2016, la Campaña por los Derechos Humanos publicó un video en homenaje a las víctimas del tiroteo en un club nocturno gay de Orlando 2016; En el video, Bassett y otros contaron las historias de las personas que murieron allí. Bassett apareció en American Horror Story: Roanoke. También dirigió su sexto episodio, que se emitió el 19 de octubre de 2016. El episodio marca la tercera vez que una mujer dirige el programa. El cocreador Ryan Murphy elogió a Bassett en una entrevista con E! News, diciendo que él le dijo que ella "haría un episodio tan grande, grande y que vas a salir del parque", y ella lo hizo. Y lo he visto una y otra vez con estas mujeres que trajimos "En este mundo directivo, simplemente lo están matando, y están trabajando el doble de duro porque saben que tienen mucho que demostrar".  En marzo de 2017, Bassett apareció en "Ache", un episodio de la serie de televisión Underground.  El productor ejecutivo y director Anthony Hemingway dijo que su personaje "fue escrito con Angela en mente" y que el elenco completo vino a ver a Bassett el día que filmó su actuación. En mayo de 2017, Bassett apareció en un episodio de Master of None, presentando a Catherine, la madre del personaje principal Denise. Lena Waithe quería a Bassett después de sentirse impresionada por su trabajo anterior, aunque estaba convencida de que rechazaría el papel y dijo que la inclusión de Bassett influyó drásticamente en la serie con "otra capa" de tensión. Los escritores de la serie también favorecieron a Bassett por el papel después de ver su actuación en The Jacksons: An American Dream y relacionaron la evolución de su personaje en esa característica con Catherine. En enero de 2018, protagonizó el drama procesal de primera respuesta de Fox 9-1-1, del cual ella también es productora. En febrero de 2018 protagonizó la aclamada película de superhéroes de Marvel, Black Panther, como Dowager Queen Ramonda, madre del personaje principal.

### 2020-presente: Actualidad
Bassett prestó su voz para el papel de Dorothea Williams en la película animada de Pixar, Soul, que se estrenó en Disney+ el 25 de diciembre de 2020. También se convirtió en la narradora del espectáculo nocturno del parque de atracciones de Disney, Magic Kingdom que se estrenó el 1 de octubre de 2021. En noviembre de 2022, repitió su papel de Ramonda en Black Panther: Wakanda Forever. Su actuación en la secuela le valió el premio Globo de Oro a Mejor Actriz de Reparto, lo que la convirtió en la primera actriz en ganar un premio importante a la actuación individual por una película basada en Marvel Comics. El 26 de junio de 2023 le concedieron el Oscar Honorífico a la trayectoria profesional.
Luego apareció junto a Millie Bobby Brown en la película de Netflix Damsel, estrenada en marzo de 2024 con críticas mixtas. Bassett también protagonizará Mission: Impossible – The Final Reckoning, cuyo estreno está previsto para 2025.

## Vida personal
Basset se casó con el actor Courtney B. Vance en 1997. En el verano de 2005, protagonizaron juntos una producción de His Girl Friday en el Teatro Guthrie en Mineápolis, Minnesota. Sus mellizos Slater Josiah Vance, niño, y Bronwyn Golden Vance, niña, nacieron el 27 de enero de 2006.
Bassett participa en diversos programas para las artes, especialmente para los jóvenes. Anualmente asiste a eventos para niños con diabetes y aquellos en hogares. Es una embajadora activa de UNICEF para los Estados Unidos. Bassett es partidaria del Royal Theatre Boys & Girls Club en su ciudad natal de San Petersburgo, Florida.
Está representada por la Oficina de Oradores Ejecutivos de Memphis.
A principios de 2007, Bassett donó $2,300 a la campaña presidencial de Barack Obama. Bassett apoyó a Obama en su campaña de reelección. En junio de 2012, hizo una aparición en la oficina de San Petersburgo de su campaña y dijo que la elección no era "donde podamos sentarnos al margen". Bassett asistió a la segunda inauguración de Barack Obama el 20 de enero de 2013. Ella respaldó a Hillary Clinton para presidente durante las elecciones presidenciales de 2016 en los Estados Unidos, diciendo "Sin excepción, Clinton sería un gran presidente". También habló en la Convención Nacional Demócrata de 2016, presentando a los sobrevivientes del tiroteo en la iglesia de Charleston del año anterior un incidente del que habló durante sus comentarios. Después de que Clinton fue derrotado en las elecciones generales, Bassett tuiteó: "Solo quedan 1455 días hasta el 3 de noviembre de 2020. Descansa mi país".
Se inició como miembro honorario de la hermandad de mujeres Delta Sigma Theta el 13 de julio de 2013.
Es cristiana evangélica pentecostal y miembro de la Iglesia de Dios en Cristo del Oeste de Los Ángeles (Iglesia de Dios en Cristo), ubicada en Los Ángeles.

## Filmografía

### Como actriz

#### Cine
| Año  | Título                                    | Título original                   | Director/a                 | Notas                   |
| ---- | ----------------------------------------- | --------------------------------- | -------------------------- | ----------------------- |
| 1990 | Poli de guardería                         | Kindergarten Cop                  | Ivan Reitman               |                         |
| 1991 | Los chicos del barrio                     | Boyz N the Hood                   | John Singleton             |                         |
| 1991 | Critters 4                                | Critters 4                        | Rupert Harvey              |                         |
| 1991 | Ciudad de esperanza                       | City of Hope                      | John Sayles                |                         |
| 1991 | Héroes de la tormenta del desierto        | The Heroes of Desert Storm        | Don Ohlmeyer               |                         |
| 1992 | El otro lado del amor                     | Locked Up: A Mother’s Rage        | Bethany Rooney             |                         |
| 1992 | Sangre fresca: Una chica insaciable       | Innocent Blood                    | John Landis                |                         |
| 1992 | Malcolm X                                 | Malcolm X                         | Spike Lee                  |                         |
| 1992 | Passion Fish                              | Passion Fish                      | John Sayles                |                         |
| 1992 | The Jacksons: An American Dream           | The Jacksons: An American Dream   | Katherine Jackson          |                         |
| 1993 | What's Love Got To Do With It             | What's Love Got To Do With It     | Brian Gibson               | Papel: Tina Turner      |
| 1995 | Días extraños                             | Strange Days                      | Kathryn Bigelow            |                         |
| 1995 | Esperando un respiro                      | Waiting to Exhale                 | Forest Whitaker            |                         |
| 1995 | Un vampiro suelto en Brooklyn             | Vampire in Brooklyn               | Wes Craven                 |                         |
| 1995 | Panther                                   | Panther                           | Mario Van Peebles          |                         |
| 1997 | Contact                                   | Contact                           | Robert Zemeckis            |                         |
| 1998 | Cómo Stella recuperó la marcha            | How Stella Got Her Groove Back    | Kevin Rodney Sullivan      |                         |
| 1999 | Música del corazón                        | Music of the Heart                | Wes Craven                 |                         |
| 1999 | Our Friend, Martin                        | Our Friend, Martin                | Michael Malian             | Madre de Miles, Voz     |
| 2000 | Supernova                                 | Supernova                         | Walter Hill                |                         |
| 2000 | Aventura elefantástica                    | Whispers: An Elephant’s Tale      | Dereck Joubert             | Groove, Voz             |
| 2001 | The Score                                 | The Score                         | Frank Oz                   |                         |
| 2002 | La tierra del Sol                         | Sunshine State                    | John Sayles                |                         |
| 2003 | Anónimos                                  | Masked and Anonymous              | Larry Charles              |                         |
| 2004 | Mr. 3000, a tres golpes de la fama        | Mr. 3000                          | Charles Stone III          |                         |
| 2005 | Sr. y Sra. Smith                          | ms. and msr. smith                | Doug Liman                 |                         |
| 2007 | Descubriendo a los Robinsons              | Meet the Robinsons                | Stephen J. Anderson        | Mildred, Voz            |
| 2008 | Gospel Hill                               | Gospel Hill                       | Giancarlo Esposito         |                         |
| 2008 | Meet the Browns                           | Meet the Browns                   | Tyler Perry                |                         |
| 2008 | Nothing But the Truth                     | Nothing But the Truth             | Rod Lurie                  |                         |
| 2009 | Notorious                                 | Notorious                         | George Tillman, Jr         | Voletta Wallace         |
| 2011 | Jumping the Broom                         | Jumping the Broom                 | Salim Akil                 | Mrs. Watson             |
| 2011 | Linterna Verde                            | Green Lantern                     | Martin Campbell            | Amanda Wailler          |
| 2012 | Esto es la guerra                         | This Means War                    | McG                        |                         |
| 2013 | Objetivo: La Casa Blanca                  | Olympus Has Fallen                | Antoine Fuqua              |                         |
| 2014 | White Bird in a Blizzard                  | White Bird in a Blizzard          | Dr. Thaler                 |                         |
| 2015 | Survivor                                  | Survivor                          | James McTeigue             |                         |
| 2015 | Chi-Raq                                   | Chi-Raq                           | Spike Lee                  |                         |
| 2015 | London Has Fallen                         | London Has Fallen                 | Babak Najafi               |                         |
| 2018 | Black Panther                             | Black Panther                     | Ryan Coogler               | Ramonda                 |
| 2018 | Mission: Impossible - Fallout             | Mission: Impossible - Fallout     | Christopher McQuarrie      |                         |
| 2018 | Bumblebee                                 | Bumblebee                         | Travis Knight              | Shatter                 |
| 2019 | Avengers: Endgame                         | Avengers: Endgame                 | Hermanos Russo             | Ramonda, Cameo          |
| 2019 | Más que madres                            | Otherhood                         | Cindy Chupack              |                         |
| 2020 | Soul                                      | Soul                              | Pete Docter                | Dorothea Williams, Voz  |
| 2021 | Tina                                      | Tina                              | Dan Lindsay & T. J. Martin | Ella misma              |
| 2021 | Gunpowder Milkshake                       | Gunpowder Milkshake               | Navot Papushado            | Anna May                |
| 2022 | Wendell & Wild                            | Wendell & Wild                    | Henry Selick               | Hermana Helley, Voz     |
| 2022 | Black Panther: Wakanda Forever            | Black Panther: Wakanda Forever    | Ryan Coogler               | Ramonda                 |
| 2024 | Orion and the Dark                        | Orión y la oscuridad              | Sean Charmatz              | Sweet Dreams, Voz       |
| 2024 | Damsel                                    | Damsel                            | Juan Carlos Fresnadillo    | Lady Bayford            |
| 2025 | Mission: Impossible – The Final Reckoning | Misión imposible: Sentencia final | Christopher McQuarrie      | Presidenta Erika Sloane |

#### Televisión
| Año             | Título                        | Papel                   | Notas                                                           |
| --------------- | ----------------------------- | ----------------------- | --------------------------------------------------------------- |
| 1989            | Un hombre llamado Halcón      | Bailey Webster          | 3 episodios                                                     |
| 2008 - 2009     | ER                            | Dra. Catherine Banfield | 16 episodios                                                    |
| 2010            | Los Simpsons                  | Michelle Obama (Voz)    | 1 episodio                                                      |
| 2013 - 2018     | American Horror Story         | Marie Laveau            | American Horror Story: Coven / Principal (12 episodios)         |
| 2013 - 2018     | American Horror Story         | Desiree Dupree          | American Horror Story: Freak Show / Principal (11 episodios)    |
| 2013 - 2018     | American Horror Story         | Ramona Royale           | American Horror Story: Hotel / Principal (7 episodios)          |
| 2013 - 2018     | American Horror Story         | Monet Tumusimme         | American Horror Story: Roanoke / Principal (9 episodios)        |
| 2013 - 2018     | American Horror Story         | Lee Harris              | American Horror Story: Roanoke / Principal (9 episodios)        |
| 2013 - 2018     | American Horror Story         | Marie Laveau            | American Horror Story: Apocalypse / Invitada (1 episodio)       |
| 2015 - 2018     | BoJack Horseman               | Ana (voz)               | 10 episodios                                                    |
| 2016            | Close to the Enemy            | Eva                     | 7 episodios                                                     |
| 2017            | Master of None                | Catherine               | 1 episodio                                                      |
| 2018 - presente | 9-1-1                         | Athena Grant            | Principal, Productora ejecutiva                                 |
| 2019            | A Black Lady Sketch Show      | Mo                      | Episodio: "Angela Bassett Is the Baddest Bitch"                 |
| 2019            | The Imagineering Story        | Narradora               | Serie documental                                                |
| 2020 - 2025     | 9-1-1: Lone Star              | Athena Grant            | Episodio: "Prince Albert in a Can", Productora ejecutiva        |
| 2021            | ¿Qué pasaría si...?           | Ramonda                 | Voz                                                             |
| 2021            | RuPaul's Drag Race: All Stars | Ella misma              | Jueza invitada, episodio: "Rumerican Horror Story: Coven Girls" |
| 2022            | The Kelly Clarkson Show       | Ella misma              | Episodio: "Angela Bassett/Kel Mitchell/Nyesha Arrington"        |
| 2022            | Good Night Oppy               | Narradora               | Serie documental                                                |
| 2023            | Heist 88                      | N/A                     | Telefilme; también productora ejecutiva                         |
| 2024            | Queens                        | Narradora               | Serie documental, también productora ejecutiva                  |
| 2025            | Zero Day                      | Presidenta Mitchell     | Miniserie                                                       |
| 2025            | Doctor Odyssey                | Athena Grant            | Episodio: "Casino Week"                                         |

#### Teatro
| Año     | Título                         | Papel                         | Notas                  |
| ------- | ------------------------------ | ----------------------------- | ---------------------- |
| 1982    | Beef, No Chicken               | Drusilla                      | Yale Repertory Theatre |
| 1983    | Antigone                       | Antigone                      |                        |
| 1983    | Fried Chicken and Invisibility | Conductora de Dixon           |                        |
| 1984    | The Mystery Plays              | Eve, Noah's wife, Mary y Gill |                        |
| 1985    | Ma Rainey's Black Bottom       | Dussie Mae                    | Broadway               |
| 1986    | Black Girl                     | Ruth Ann                      |                        |
| 1987    | Pericles                       | Thaisa                        |                        |
| 1987    | Henry IV Part 1                | Elizabeth Mortimer            |                        |
| 1988    | Joe Turner's Come and Gone     | Martha Pentecost              | Broadway               |
| 1998    | Macbeth                        | Gruoch                        |                        |
| 2005    | His Girl Friday                | Hildy Johnson                 |                        |
| 2006    | Fences                         | Rose Maxson                   |                        |
| 2011–12 | The Mountaintop                | Camae                         | Broadway               |

### Como productora
- La pasión de Ruby (2001) Ruby’s Bucket of Blood. De Peter Werner
- Our America (2002) Our America. De Ernest Dickerson
- La historia de Rosa Park (2002) The Rosa Parks Story. De Julie Dash

### Como directora
- Whitney (2015) (Película)
- American Horror Story: Roanoke (2016) (Serie de televisión, cap. 6)
- American Horror Story: Cult (2017) (Serie de televisión, cap. "Drink the Kool-Aid")

## Premios y distinciones
Premios Óscar
| Año  | Categoría               | Película                       | Resultado |
| ---- | ----------------------- | ------------------------------ | --------- |
| 1994 | Mejor actriz            | What's Love Got to Do with It  | Nominada  |
| 2023 | Mejor actriz de reparto | Black Panther: Wakanda Forever | Nominada  |
| 2024 | Oscar Honorífico        | Oscar Honorífico               | Honorable |

Globos de Oro
| Año  | Categoría                          | Película                       | Resultado |
| ---- | ---------------------------------- | ------------------------------ | --------- |
| 1994 | Mejor Actriz - Comedia o musical   | What's Love Got to Do with It  | Ganadora  |
| 2022 | Mejor Actriz de reparto - Película | Black Panther: Wakanda Forever | Ganadora  |

BAFTA
| Año  | Categoría               | Trabajo                        | Resultado |
| ---- | ----------------------- | ------------------------------ | --------- |
| 2023 | Mejor actriz de reparto | Black Panther: Wakanda Forever | Nominada  |

Premios Emmy
| Año  | Categoría                                       | Trabajo                           | Resultado |
| ---- | ----------------------------------------------- | --------------------------------- | --------- |
| 1996 | Mejor Actuación en serie infantil               | Storytime                         | Nominada  |
| 2002 | Mejor Actriz - Miniserie o telefilme            | The Rosa Parks Story              | Nominada  |
| 2003 | Mejor Especial infantil                         | Our America                       | Nominada  |
| 2014 | Mejor Actriz de reparto - Miniserie o telefilme | American Horror Story: Coven      | Nominada  |
| 2015 | Mejor Actriz de reparto - Miniserie o telefilme | American Horror Story: Freak Show | Nominada  |
| 2017 | Mejor actriz invitida - Comedia                 | Master of None                    | Nominada  |
| 2020 | Mejor actriz invitida - Comedia                 | A Black Lady Sketch Show          | Nominada  |
| 2020 | Mejor narrador                                  | The Imagineering Story            | Nominada  |
| 2023 | Mejor narrador                                  | Good Night Oppy                   | Nominada  |
| 2024 | Mejor narrador                                  | Queens                            | Ganadora  |

Premios SAG
| Año  | Categoría                                          | Trabajo                        | Resultado |
| ---- | -------------------------------------------------- | ------------------------------ | --------- |
| 2001 | Mejor actriz de televisión - Miniserie o telefilme | Ruby's Bucket of Blood         | Nominada  |
| 2013 | Mejor actriz de televisión - Miniserie o telefilme | Betty and Coretta              | Nominada  |
| 2019 | Mejor reparto                                      | Black Panther                  | Ganadora  |
| 2023 | Mejor actriz de reparto                            | Black Panther: Wakanda Forever | Nominada  |

Critics' Choice Movie Awards
| Año  | Categoría               | Película                       | Resultado |
| ---- | ----------------------- | ------------------------------ | --------- |
| 2019 | Mejor reparto           | Black Panther                  | Nominada  |
| 2023 | Mejor actriz de reparto | Black Panther: Wakanda Forever | Ganadora  |

Critics' Choice Super Awards
| Año  | Categoría                           | Trabajo | Resultado |
| ---- | ----------------------------------- | ------- | --------- |
| 2021 | Mejor actriz en una serie de acción | 9-1-1   | Ganadora  |

## Honores
En 2018, recibió un doctorado en bellas artes (doctorado honorario) de la Universidad de Yale y un doctorado en Letras Humanas (doctorado honorario) de la Universidad Old Dominion en 2022.